# Walcheren

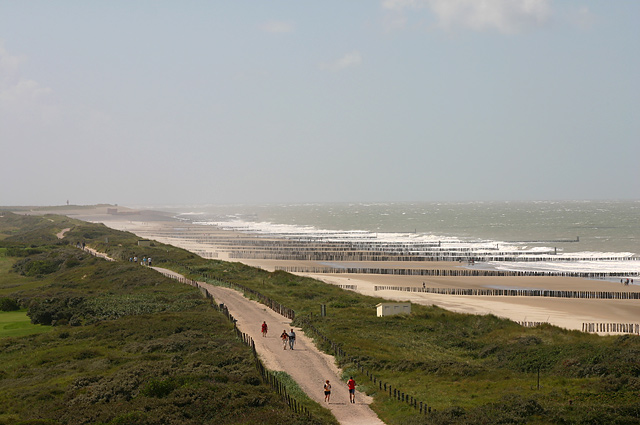
Stranden och sanddynerna vid Domburg

Walcheren är en tidigare ö, nu halvö, som ligger i den västra delen av den nederländska provinsen Zeeland, i floden Scheldes delta. Tack vare översvämningsbarriärerna i Deltaprojektet (ned. Deltawerken) är den nu sammanbunden med fastlandet och kan därmed räknas som en halvö. Zeeuwse linje, järnvägslinjen mellan Roosendaal och Vlissingen är tillsammans med riksväg A58 en viktig förbindelse med resten av Nederländerna. På Walcheren ligger kommunerna Middelburg, Veere och Vlissingen. Vlissingen, Zeelands största hamn, ligger på sydsidan av halvön. Middelburg, både Walcherens största stad och provinshuvudstad, ligger mer central, 9 kilometer norr om Vlissingen.
Längs med nordsjökusten finns områden med sanddyner. Vid sidan av jordbruk (vete, grönsaker, sockerbetor för produktion av socker och frukt) är mjölk en huvudnäring.

## Kommuner

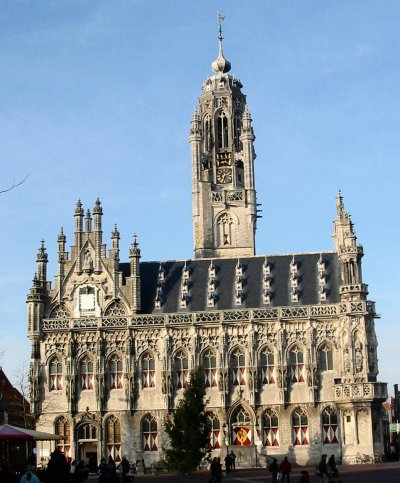
Middelburgs stadshus

| Kommuner på Walcheren | Kommun 5.Middelburg 12.Veere 13.Vlissingen | Invånare 2005 46.671 22.015 45.251 | Total area 53,05 km² 134,94km² 344,98km² |

## Geografi
Walcheren är i huvudsak en lantlig halvö som gränsar till Nordsjön i väster, Veerse Meer i nordöst och Westerschelde i sydost. Med hänsyn till andra öar gränsar den i öster mot Zuid-Beveland (kommunerna Borsele och Goes) och i nordost mot Noord-Beveland (på den andra sidan av Veerse Meer).
Städerna Vlissingen och Middelburg är de två största kärnorna på halvön och tillsammans utgör det ett stadsgewest (regionalt samarbete, ofta mellan städer/tätorter som har växt så att de växer ihop med varandra). Norr om Middelburg ligger den historiska staden Veere vid den tidigare fjorden Veerse Gat, som idag är insjön Veerse Meer.
Väster om Middelburg och Vlissingen ligger Koudekerke, Walcherens största by. I Veere kommun ligger flera badplatser, Domburg är mest känt, men det finns även Westkapelle, Zoutelande, Oostkapelle, Dishoek och Vrouwenpolder. Området besöks främst av tyska turister.

## Historia

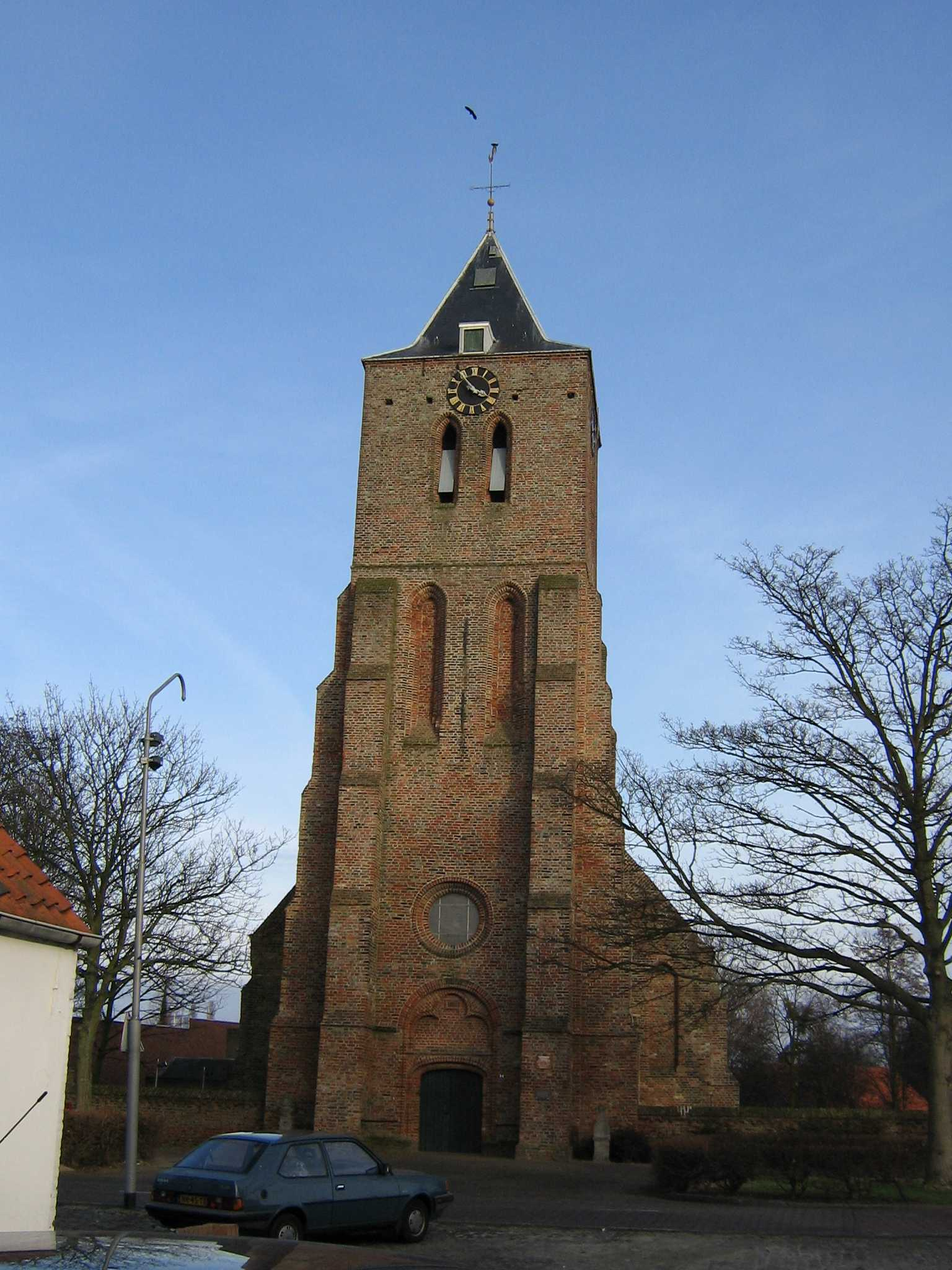
Kyrkotorn i Vlissingen

### Romartiden
Under romartiden var Walcheren bebodd, med Domburg som viktigaste handelsplats. Det antas att Domburg på den tiden hette Walacria, något som därmed förklarar grunden till halvöns namn. År 1647 och under 1900-talet har det hittats votivstenar, altare och rester efter tempel vigt till gudinnan Nehalennia i området. Sjömän och handelsresande offrade till Nehalennia för att försäkra sig om en god resa över Nordsjön till England.
Under 200- och 300-talen blev Walcheren översvämmad och halvön var närmast obebodd.

### Medeltiden
Från 1000-talet tog innpolderingen (ned.) fart, vallar byggs och landet torkas ut med hjälp av pumpar som drivs av väderkvarnar. Samtidigt blev mindre områden skadade av översvämningar, och den fruktbara leran började användas till lantbruk. Inom loppet av två århundraden ökade välfärden i området och från 1200-talet växte städer och tätorter fram. De viktigaste näringarna var handel, fiske och lantbruk. Walcheren kunde då lätt nås via sjön och var en viktig handelsplats för utlandet.

### 1500- och 1600-talen
Dessa århundraden gav Walcheren både motgång och framgång. Under spansk-nederländska kriget blev krigshandlingar vanliga här och vattnet översvämmade halvön på nytt, som till exempel under Allerheiligenvloed 1570. Välstånd kom under 1600-talet med Holländska Ostindiska Kompaniet (Vereenigde Oostindische Compagnie, VOC), som drev handel med Asien. I flera provinser hade VOC ett eget kontor (kamer), i Zeeland var detta placerat i Middelburg.

### 1700- och 1800-talen
Under 1700-talet avtog VOC:s framgång, bland annat på grund av konkurrensen från England och Frankrike vid sidan av att vinsten inte längre vägde upp kostnaderna för garnisoner och krigsskepp som krävdes för att skydda koloni-imperiet. Detta medförde för Walcherens del att den delen av ekonomin avtog.
Under napoleonkrigen landade en styrka bestående av 39 000 brittiska soldater på Walcheren under det som kallas för The Walcheren Expedition den 30 juli 1809. De ville stötta de österrikarna i deras krig mot Napoleon I genom att angripa den delen av den franska flottan som hade lagt ankrat vid Vlissingen. Aktionen var katastrofal för britterna, Napoleon hade redan vunnit över österrikarna under slaget vid Wagram - de ville sluta fred - och den franska flottan hade flyttat sig till Antwerpen. Britterna förlorade dessutom mer än 4 000 soldater i Walcherenfeber, som antogs vara en kombination av malaria och tyfoidfeber. I december 1809 blev de brittiska trupperna återkallade.

### Andra världskriget

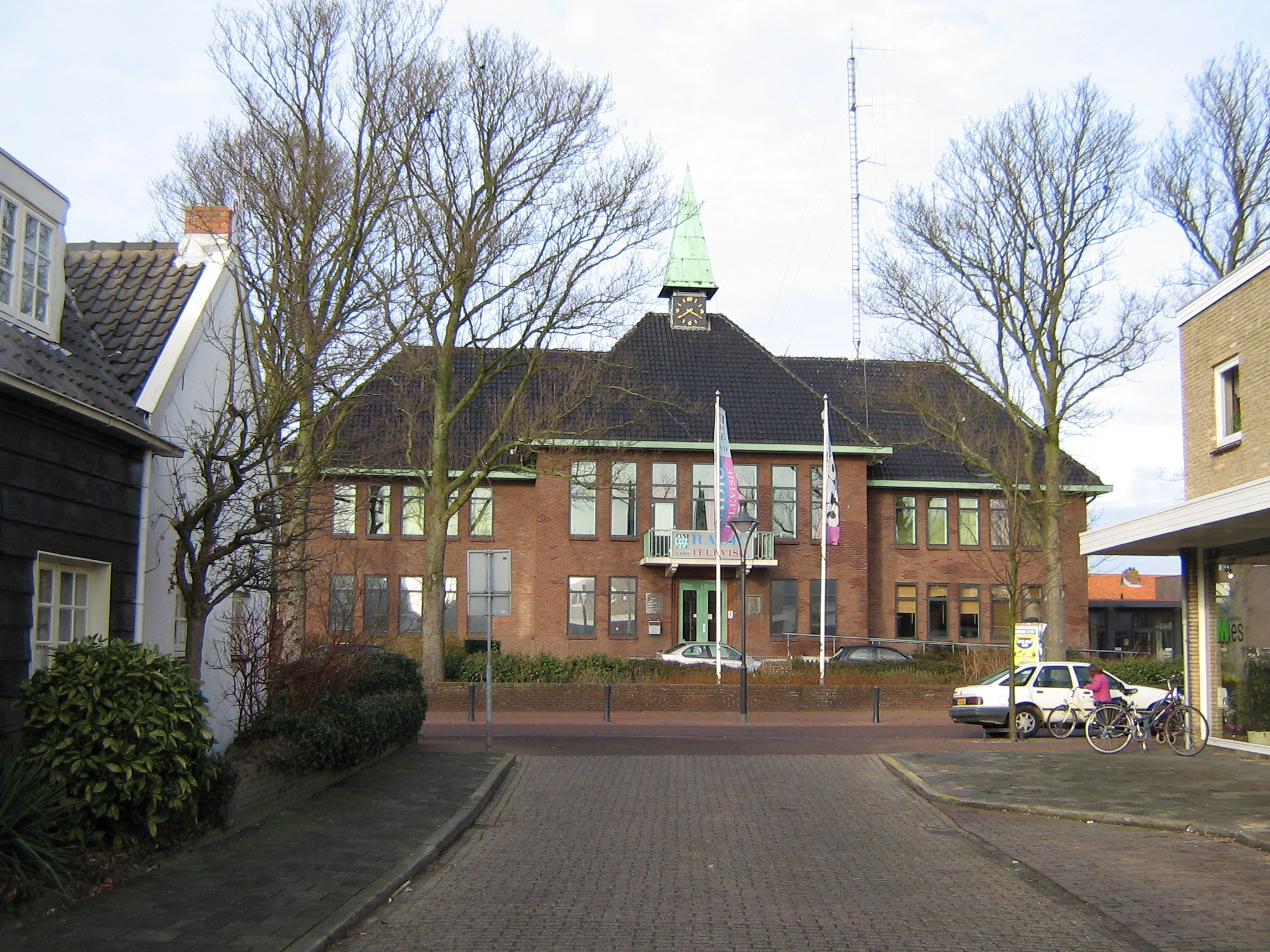
Gamla stadshuset i Vlissingen

År 1940 stred nederländska och tyska trupper om Walcheren, och under slaget vid Schelde år 1944 blev ytterligare strider avklarade här.
Efter att de allierade hade gått i land i Normandie i juni 1944 begav de sig upp mot Nederländerna. I september samma år blev de sydliga provinserna befriade. Marschen upp stoppades dock tidigt då de allierades Operation Market Garden misslyckades. Även om Zeeland var befriat, höll tyska trupper kontroll över Walcheren och därmed också infarten till hamnstaden Antwerpen. Detta bromsade de allierades framgång, de krävde en hamn som var både större och låg närmare stridsområdena än vad hamnen i Normandie gjorde.
För att kunna inta Walcheren blev det bestämt att vallarna som skyddade mot Nordsjön skulle bombarderas, vilket skulle leda till att halvön blev lagd under vattnet. Den 2 oktober släpptes flygblad av flygplan som talade om vad som skulle ske och dagen efter, den 3 oktober, inleddes bombardemanget av vallarna vid Westkapelle. Även om de allierade hade varnat för denna aktion på förhand dödades 180 människor i Westkapelle och 600 av 650 hus blev ödelagda. Vallarna vid Vlissingen och Veere blev också bombade och den 17 oktober släppte bombflygplan återigen bomber vid Westkapelle.
De allierade drog sig mot Walcheren via Zuid-Beveland och den 24 oktober intog den andra kanadensiska infanteridivisionen Kreekrakdämningen på den östra sidan av ön efter hårda strider. Dagen därpå befriade de tätorten Rilland Bath. Den 52:a skotska låglandsdivisionen gick i land på sydsidan av Zuid-Beveland och den 30 oktober 1944 var Zuid-Beveland befriat.
Tyskarna hade ett starkt försvar på Walcheren, något som gjorde det svårt för de allierade trupperna att gå i land. Från början var det meningen att man skulle korsa kanalen som skiljer Zuid-Beveland från Walcheren, men kanadensarnas 5:e brigad märkte att deras båtar inte kunde användas. Den enda möjliga vägen var via en 40 meter bred landförbindelse mellan öarna. Kanadensarnas Black Watch gjorde ett försök på kvällen den 30 oktober men stoppades. Efter detta gjorde Calgary Highlanders ett försök att sända över två kompanier efter varandra, det andra angreppet då de allierade härjade på Walcheren. Efter två stridskontakter var de tvungna att dra sig tillbaka och under denna aktion dödades 64 soldater. De blev avlösta av Le Regiment de Maisionneuve följt av Glasgow Highlanders från Storbritannien.
Den 1 november 1944 landsteg den brittiska Special Service Brigade på västsidan av Walcheren. Deras uppdrag var att ta sig an de tyska båtarna som behärskade floden Schelde och därmed huvudleden till hamnen i Antwerpen. Denna operation hade fått namnet infatuate, och den 8 november 1944 var allt tyskt motstånd besegrat.

### Den stora översvämningen

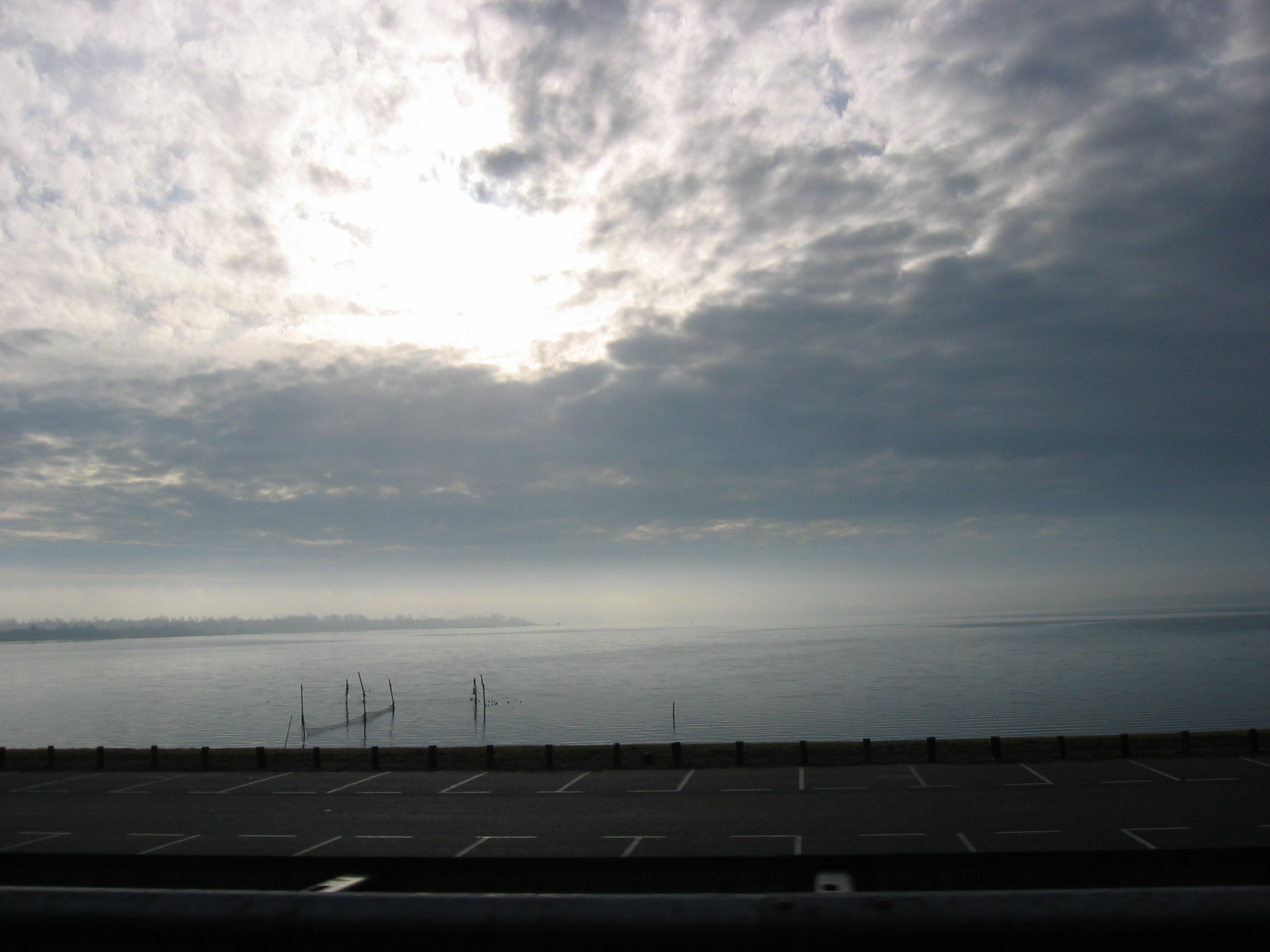
Veerse Meer

#### De Watersnoodramp
Natten mellan den 31 januari och 1 februari 1953 blev Zeeland översvämmat av en flod, som kom att kallas för Watersnoodramp van 1953. Detta är en av de största katastroferna som hänt Walcheren, och provinsen, i modern tid. För att förhindra att detta skulle inträffa igen påbörjades arbetet med det så kallade Deltaprojektet (nederländska Deltawerken) år 1960. Projektet var positivt för provinsen, inte bara för att den blev skyddad från översvämningar, utan även för att vägnätet blev mer ihopknutet med de övriga nederländska vägarna.

#### Deltaprojektet
Tack vare detta projekt blev Walcherens nordsjökust mycket kortare, något som betyder en kraftig reduktion av faran för översvämningar på halvön. En av dämningarna i Deltaprojektet, Veerse Gatdammen som byggdes år 1961, förbinder Walcheren med Noord-Beveland. Fjorden Veerse Gat blev omdöpt till Veerse Meer, och är idag ett område där vattensport och turism är bland huvudnäringarna. Veeres hamn blev avstängd från Nordsjön då Veerse Gat-dammen byggdes, något som gjorde att fiskeflottan måste söka sig till andra hamnar.

## Infrastruktur

### Transport

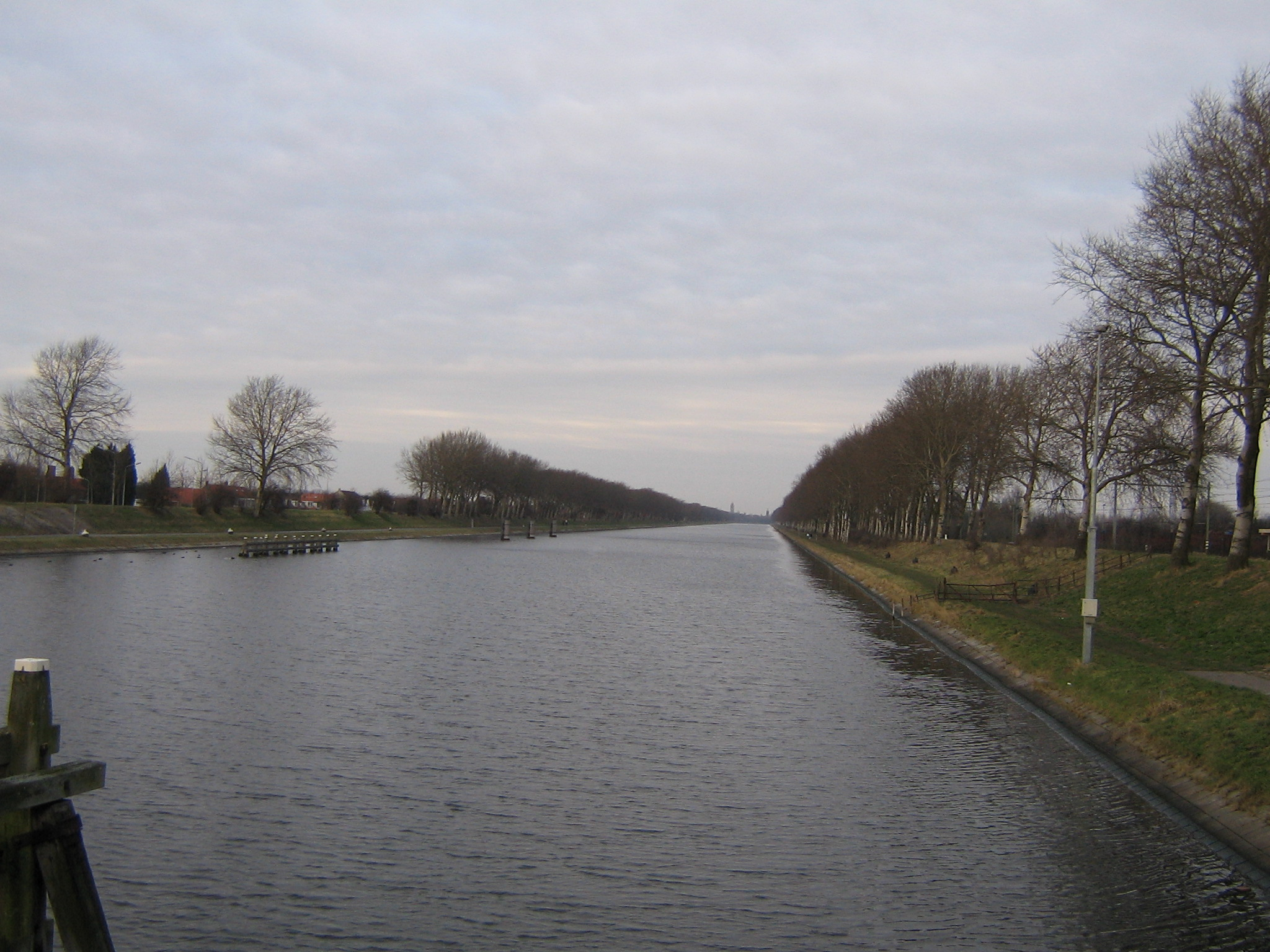
Kanalen genom Walcheren, sedd från bron mellan Oost- och West-Souburg

Riksväg A58 är den viktigaste vägförbindelsen mellan Eindhoven i provinsen Noord-Brabant och Vlissingen. Järnvägslinjen Zeeuwse linje från Bergen op Zoom har sin andra ändpunkt i Vlissingen. Vlissingen och Breskens förbinds med en passagerarfärja, medan motoriserad trafik till Zeeuws-Vlaanderen går via Westerscheldetunneln.
Det finns planer om att göra om länsväg N57 till en ringväg runt Middelburg, för att undvika att all trafik ska gå genom stadens centrum. Därmed finns det hopp om att motverka de regelmässiga trafikstockningarna i staden. På östsidan av Middelburg skall den korsa Kanalen genom Walcheren över en akvedukt, och år 2010 skall N57 vara 13,4 kilometer längre än idag med en ny del som förbinder Nieuw- en Sint Joosland med Veerse gat-dämningen. Vägen kommer då huvudsakligen ha två filer i varje riktning. Vattenvägen gör det möjligt att resa från Westerschelde till Veerse Meer via kanalen genom Walcheren.